# Secamone socotrana
Secamone socotrana es una especie de planta fanerógama perteneciente a la familia Apocynaceae. Es un endemismo de Socotra en Yemen.

## Hábitat y ecología
Se encuentra sobre rocas y arbustos en zonas de plantas suculentas y bosques semicaducos a una altitud de 20 a 800 metros. Las plantas tiene los lóbulos de la corola de color plateado o blanco con pelos rojizos en el cáliz. Sin embargo, las colecciones recientes han demostrado que S. socotrana es mucho más variable en estos datos de lo que se pensaba y var. glauca no es reconocida aquí.

## Taxonomía
Secamone socotrana fue descrita por Isaac Bayley Balfour y publicado en Proceedings of the Royal Society of Edinburgh 12: 79. 1884.